# 盐井街道 (大英县)
盐井街道是中华人民共和国四川省遂宁市大英县下辖的一个街道办事处。2019年9月，设立盐井街道，将蓬莱镇同心路社区、转轮街社区、花园街社区、胡家坝社区、殷家沟社区、基井湾社区、唐家湾社区、火车站社区、田坝子社区、凉亭社区、梨子坝社区、红旗社区、太吉村、双池村、五凤村、余粮村、红旗村、梨子坝村、凉湾村、普福村、宝石岩村所属行政区域划归盐井街道管辖。

## 行政区划
盐井街道下辖以下村级行政区划单位：
田坝子社区、火车站社区、唐家湾社区、基井湾社区、殷家沟社区、花园街社区、转轮街社区、同心路社区、胡家坝社区、红旗社区、梨子坝社区、凉亭社区、太吉社区、红旗村、梨子坝村、凉湾村、普福村、宝石岩村、五凤村、双池村。